# Laura Delany
Laura Katherine Delany (nacida el 23 de diciembre de 1992) es una jugadora de críquet irlandesa y capitana del equipo nacional de críquet femenino. En julio de 2021, Delany rompió el récord de capitanía de su equipo, liderándolos por 63.ª vez, superando el récord de Isobel Joyce de 62 partidos como capitana.

## Carrera internacional
Delany hizo su debut con Irlanda en un Women's One-Day International (WODI) contra Nueva Zelanda en Kibworth Cricket Club New Ground en julio de 2010. En abril de 2016, fue nombrada capitana de Irlanda en reemplazo de Isobel Joyce, quien renunció después del ICC Women's World Twenty20 de 2016 en India.
En agosto de 2019, fue nombrada capitana del equipo de Irlanda para el torneo clasificatorio ICC Women's World Twenty20 de 2019 en Escocia. En julio de 2020, Cricket Ireland le otorgó un contrato profesional a tiempo parcial para el año siguiente.